# Planeta dos Macacos
Planeta dos Macacos (em inglês: Planet of the Apes) é uma franquia de mídia de ficção científica americana que consiste em filmes, livros, séries de televisão e outras mídias sobre um mundo onde seres humanos e macacos inteligentes se confrontam. A série começou com o autor francês Pierre Boulle na novela de 1963 La Planète des Singes. A adaptação para o cinema de 1968, Planet of the Apes, foi um sucesso comercial e de crítica, iniciando uma série de sequências, tie-ins, e obras derivadas. Arthur P. Jacobs produziu a série sob APJAC Productions até sua morte em 1973; desde então, a 20th Century Fox possuía a franquia. E agora em 14 de Dezembro de 2017 a Walt Disney Company tem os direitos sobre a franquia, depois da venda da 20th Century Fox para a Disney.
Quatro continuações seguiram o filme original entre 1970 e 1973: De Volta ao Planeta dos Macacos (Beneath the Planet of the Apes, 1970), de Ted Post; Fuga do Planeta dos Macacos (Escape from the Planet of the Apes, 1971), de Don Taylor, Conquista do Planeta dos Macacos (Conquest of the Planet of the Apes, 1972) e A Batalha no Planeta dos Macacos (Battle for the Planet of the Apes), 1973), de John Lee Thompson. A série também gerou duas séries de televisão: Planeta dos Macacos (Planet of the Apes, 1974), em live action, e o desenho animado De Volta ao Planeta dos Macacos (Return to the Planet of the Apes, 1975). Planos para um filme remake paralisaram em um "inferno do desenvolvimento" por mais de dez anos antes de Planeta dos Macacos (2001), de Tim Burton, mas será só 10 anos depois que virá nova série de filmes: a reboot foi iniciada com Planeta dos Macacos: A Origem (Rise of the Planet of the Apes, 2011), de Rupert Wyatt, e Planeta dos Macacos: O Confronto (Dawn of the Planet of the Apes, 2014), de Matt Reeves. Em seguida Planeta dos Macacos: A Guerra (War for the Planet of the Apes), de Matt Reeves, lançada em 3 de agosto de 2017. Todas essas versões têm, por sua vez, conduzido a outras mídias e tie-ins de merchandising, incluindo livros, quadrinhos, videogames e brinquedos.
Planeta dos Macacos teve uma grande influência sobre muitos filmes, mídia e arte, bem como a cultura popular e discurso político.

## Origem
A saga teve início com o romance La planète des singes, do autor francês Pierre Boulle, lançado em 1963. Boulle escreveu a narrativa em seis meses após observar "expressões humanizadas" de gorilas no zoológico que o levaram a contemplar as relações entre homens e primatas. O romance foi grandemente influenciado pelos enredos fantasiosos dos séculos XVIII e XIX, especialmente As Viagens de Gulliver de Jonathan Swift. É um dos vários trabalhos de Boulle em que fica evidente a presença de ficção científica e o enredo gira em torno do colapso da raça humana pela tecnologia excessiva, apesar de Boulle rejeitar ser rotulado como autor do gênero, preferindo o termo "fantasia social".
O romance, no entanto, é um sátira sobre o jornalista francês Ulysse Mérou que embarca numa viagem a um distópico planeta onde criaturas humanas animalescas e escravizadas por uma avançada espécie de macacos. As espécies de macacos são dividas em classes: gorilas como oficiais militares, chimpanzés como cientistas e orangotangos como políticos. Eventualmente, Mérou descobre que humanos já dominaram o planeta antes de serem desbancados pelos macacos. A mensagem central da trama é de que a inteligência humana não é definitiva e poderia retroceder. 

## Refilmagem

### Novos projetos e adiamentos
A Fox planejou relançar a franquia Planet of the Apes no início da década de 1980, mas o projeto caiu em hiato por mais de uma década, sendo um dos mais extensos infernos de desenvolvimento da história do cinema. A crise teve início em 1988, quando a Fox anunciou que o então jovem Adam Rifkin desenvolveria um novo filme da franquia. Convidado pelo conselho executivo da empresa, Rifkin produziu em esboço intitulado Return to the Planet of the Apes, uma sequência alternativa que romperia com o enredo dos quatro filmes anteriores. No conceito original, um descendente de Taylor lidera uma revolta da raça humana contra os símios opressores. Dias antes do início da pré-produção, a Fox reformou o quadro de executivos enviando o filme novamente para a fase de desenvolvimento. Rifkin apresentou outros vários esboços, mas acabou desligando-se do projeto. 
Após diversos anos sem demonstrar interesse pelo projeto, a Fox contratou Oliver Stone como produtor de um novo filme. Stone trouxe Terry Hayes como roteirista para desenvolver um tratamento intitulado Return of the Apes. No roteiro desenvolvido pela dupla, a humanidade é ameaçada por uma doença contida no DNA, então um grupo de cientistas volta no tempo para combater a doença em sua origem. O grupo descobre que a doença foi desenvolvida por símios inteligentes pretendendo a destruição gradual do humanidade. Arnold Schwarzenegger chegou a ser anunciado para o papel do cientista Dr. Will Robinson enquanto Philip Noyce seria o diretor. O esboço impressionou Peter Chernin, então presidente da companhia, porém outros executivos não estavam tão seguros quanto ao impacto sobre o público. Dylan Sellers insistiu que o roteiro deveria incluir uma cena cômica com macacos jogando baseball e demitiu Hayes quando este discordou da ideia. Pouco tempo depois, todos os membros da equipe produtora abandonaram o projeto.

Após o fracasso da dupla Stone-Hayes, a Fox contratou Chris Columbus para desenvolver um novo roteiro. Columbus contratou Sam Hamm para elaborar um roteiro com base no romance de Boulle e vários outros esboços abandonados anteriormente. No roteiro de Hamm, um astronauta símio de um planeta distante libera um vírus devastador sobre a Terra. Um grupo de cientistas viaja ao planeta de origem do símio e descobre uma colônia de humanos escravizados. Schwarzenegger permaneceu ligado ao projeto, mas a companhia não aprovou o roteiro. Em 1995, Columbus deixou a equipe e foi substituído por James Cameron, que também se desligou da produção para dedicar-se a Titanic.

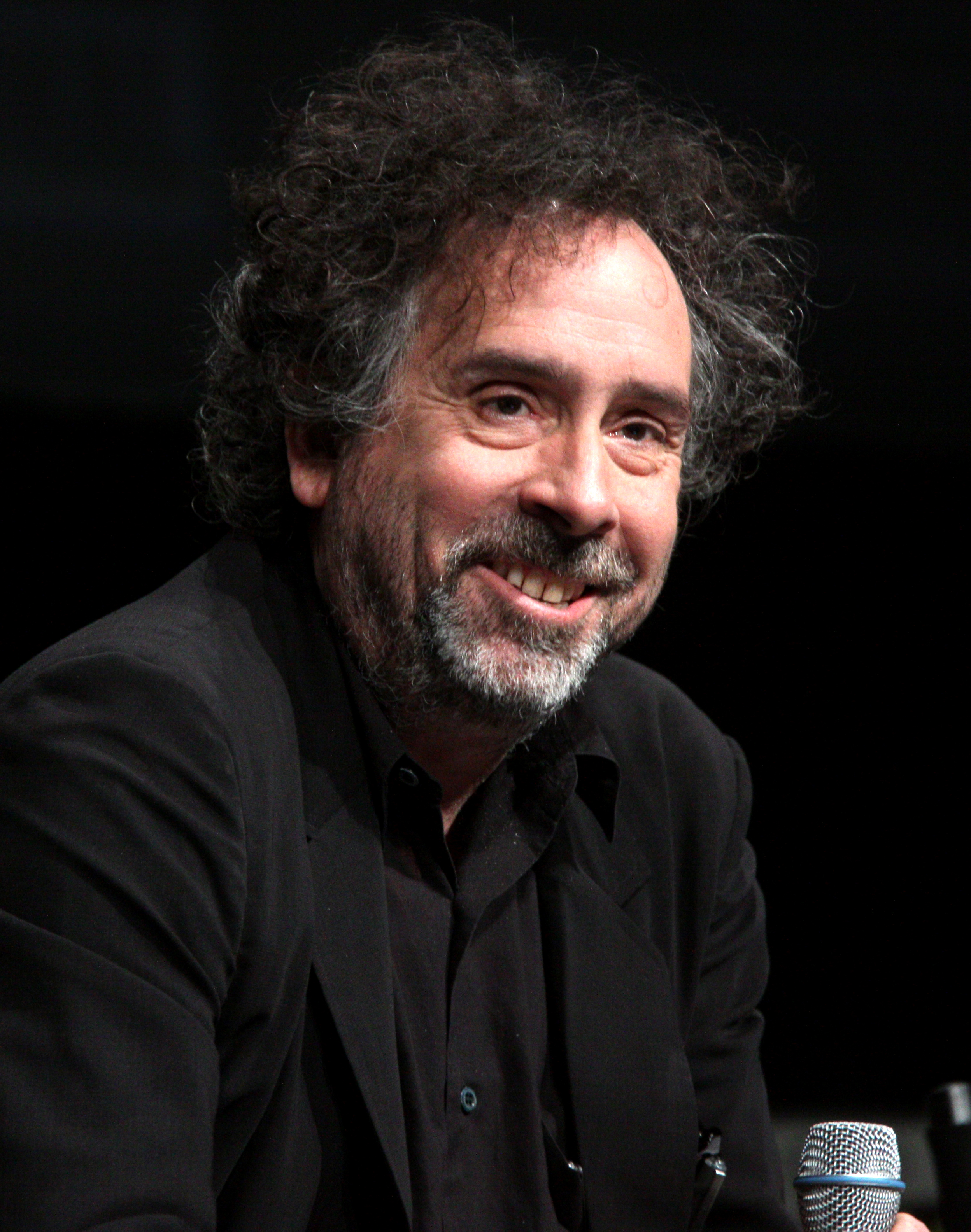
O remake de 2001 contou com a estética sombria característica das produções de Tim Burton.

### Planet of the Apes(2001)
Em 1999, Fox contratou William Broyles, Jr. para elaborar um novo roteiro. A Fox insistiu em lançar o filme em julho de 2001, mas deixou Broyles livre para trabalhar sobre o roteiro. Este aspecto atraiu o cineasta Tim Burton, que desejava reinventar toda a franquia. Burton considerou a produção ardilosa, especialmente devido à data limite estipulada pela Fox. A companhia orçamentou o filme em 100 milhões de dólares, o que acarretou diversas alterações no roteiro soberbo de Broyles. 
Neste filme, o astronauta Leo Davidson (Mark Wahlberg) embarca em um buraco de minhoca e chega a um planeta onde macacos escravizam a raça humana. Davidson lidera uma revolta contra a civilização local e descobre que este universo é derivado dos primatas que havia trazido em sua missão anos antes. A atriz britânica Helena Bonham Carter interpretou a chimpanzé Ari, enquanto Tim Roth viveu o antagonista General Thade. O filme recebeu críticas mistas, sendo que muitos críticas consideraram o filme muito distante da franquia original enquanto elogiaram os efeitos especiais e a concepção artística. O filme foi um sucesso comercial, arrecadando mais de 360 milhões de dólares em bilheterias mundiais, o que levou a Fox a cogitar uma sequência.

## Lista de filmes
| Filme                              | Data de lançamento   | Diretor(es)           | Roteirista(s)                                         | Produtor(es)                                             |
| ---------------------------------- | -------------------- | --------------------- | ----------------------------------------------------- | -------------------------------------------------------- |
| Planet of the Apes                 | 03 de Abril de 1968  | Franklin J. Schaffner | Rod Serling e Michael Wilson                          | Arthur P. Jacobs                                         |
| Beneath the Planet of the Apes     | 27 de Maio de 1970   | Ted Post              | Paul Dehn e Mort Abrahams                             | Arthur P. Jacobs                                         |
| Escape from the Planet of the Apes | 21 de Maio de 1971   | Don Taylor            | Paul Dehn                                             | Arthur P. Jacobs                                         |
| Conquest of the Planet of the Apes | 29 de Junho de 1972  | J. Lee Thompson       | Paul Dehn                                             | Arthur P. Jacobs                                         |
| Battle for the Planet of the Apes  | 15 de Junho de 1973  | J. Lee Thompson       | Paul Dehn                                             | Arthur P. Jacobs                                         |
| Planet of the Apes                 | 27 de Julho de 2001  | Tim Burton            | Mark Rosenthal, Lawrence Konner e William Broyles Jr. | Richard D. Zanuck                                        |
| Rise of the Planet of the Apes     | 05 de Agosto de 2011 | Rupert Wyatt          | Rick Jaffa e Amanda Silver                            | Rick Jaffa, Amanda Silver, Dylan Clark e Peter Chernin   |
| Dawn of the Planet of the Apes     | 11 de Julho de 2014  | Matt Reeves           | Rick Jaffa, Amanda Silver                             | Rick Jaffa, Amanda Silver, Dylan Clark e Peter Chernin   |
| War for the Planet of the Apes     | 14 de Julho de 2017  | Matt Reeves           | Matt Reeves                                           | Rick Jaffa, Amanda Silver, Dylan Clark e Peter Chernin   |
| Kingdom of the Planet of the Apes  | 24 de Maio de 2024   | Wes Ball              | Rick Jaffa, Amanda Silver, Patrick Aison              | Rick Jaffa, Amanda Silver, Joe Hartwick Jr. e Jason Reed |

## Televisão
- Planet of the Apes (1974)
- Return to the Planet of the Apes (1975)

## Livros e quadrinhos
- La Planète des Singes de Pierre Boulle, 1963.
- Planet of the Apes: The Fall: novela escrita por William T. Quick e publicada em 2002.[6]
- Conspiracy of the Planet of the Apes: novela ilustrada escrita por Andrew E. C. Gaska e publicada em 2011.[7]
- Timeline of the Planet of the Apes: Livro ilustrado escrito por Rich Handley.[8]
- Histórias em quadrinhos de Planeta dos Macacos.
- Conquest of the Planet of the Apes de John Jakes.
- Star Trek/Planeta dos Macacos: A Diretriz Primata, crossover com a série clássica de Jornada nas Estrelas